# (175706) 1996 FG3
(175706) 1996 FG3 est un astéroïde Apollon binaire. Il mesure environ 1,4 kilomètre de diamètre et est de type C. Il a été découvert par Robert H. McNaught à l'observatoire de Siding Spring à Coonabarabran en Nouvelle-Galles du Sud (Australie) le 24 mars 1996. Il est considéré comme objet potentiellement dangereux.
(175706) 1996 FG3 était initialement la cible de la future mission MarcoPolo-R de l'Agence spatiale européenne, qui a été sélectionnée pour la phase d'étude préalable de la mission M3 de l'Agence spatiale européenne. Finalement, il est décidé fin 2012, pour des raisons de coût et de contraintes techniques, de changer de cible pour (341843) 2008 EV5, lequel permettra une mission beaucoup plus courte tout en atteignant les buts scientifiques du projet.